# Llanfair Talhaiarn
Pour les articles homonymes, voir Llanfair.
Llanfair Talhaiarn est un village et une communauté du borough de comté de Conwy, au pays de Galles.
Il est situé dans l'est du borough de comté, à 8 km au sud de la ville côtière d'Abergele. Au recensement de 2011, la communauté de Llanfair Talhaiarn comptait 1 070 habitants.